# آبشار باکر
آبشار باکر (به انگلیسی: Baker's Falls) آبشاری است که در سری‌لانکا واقع شده و ارتفاع کلی ریزشگاه آن ۲۰ متر (۶۶ فوت) است.